# Holmegårdbuerne
Holmegårdbuerne er en række buer i træ, der stammer fra stenalderen. De har navn efter Holmegårds Mose i Danmark, hvor de blev fundet. De er dateret til omkring 7000 f.v.t. og er ældste buer i verden.
De er udstillet på Holmegaard Glasværk.

## Beskrivelse
Holmegårdbuerne er fladbuer. Det betyder, at de har to flade ben, der går ud fra håndtaget, og som smaller ind mod enden. Håndtaget er dybt og smalt - og forbliver stift når buen trækkes. Buerne er mellem 150 og 170 cm lange og mindre end 6 cm brede på det breddeste sted. De ældste eksemplarer er fremstillet af elm og nogle af de lidt yngre er af taks. Buerne er tillet mere rundt end langbuer, da kun den inderste del af benene bøjer.

## Anvendelse
Man antog, at holmegårdbuerne var fremstillet "baglæns", og at træet var fjernet fra bagsiden af buen, og at fronten var konveks. Det er muligvis et resultat af sammenligninger med den engelske langbue, der har en flad front (ryggen) og en konveks bagside. Mange rekonstruktioner blev fremstillet på denne facon, selv om man ved at bearbejde bagsiden af buen bryder fibrene og risikerer, at buen knækker.
Analyser viste, at bagsiden har været konveks med en flad forside. Det er langt mere effektivt for træsorter som elm, der er relativt stærkt, når det bliver bøjet. Kompressionen på fronten bliver jævnere fordelt på den flade overflade og reducerer, at buen tager strengen og får D-form. Taksbuerne er generel smallere, da taks er bedre egnet til smalle buer end elm.
Længden af buen og den stive del af benene bidrog til, at den vinkel strengen sad i har været lav. Det reducerer, at trækvægten stiger eksponentielt, når strengen trækkes tilbage, og giver et blødere træk.

## Effektivitet
Holmegårdbuerne kan skyde pile hurtigt og kraftfuldt som følge af de lette, lange og stive yderste ben, der fungerer som løftestænger på strengen, der sender pilen afsted. Det samme princip gør, at en atlatl kan kaste et spyd længere end ved at kaste det med hånden alene.
Buer i holmgegårdstilen bruges ofte til bueskydningskonkurrencer over længere afstand.
De oprindelige holmegårdbuer var ikke fremstillet til at være kraftfulde, og der er tvivl om den dobbeltkonvekse form er en følge af dårlige bevaringsforhold i mosen. De yngre holmegårdbuer har ikke på samme måde en veldefineret "skulder", og de minder mere om den amerikanske fladbue.